# Nullsoft Scriptable Install System
Nullsoft Scriptable Install System (NSIS) es un "creador de instaladores" para Windows de código abierto con requerimientos mínimos, desarrollado por Nullsoft, los creadores de Winamp. NSIS ha crecido en popularidad como una alternativa al uso extenso de productos comerciales como InstallShield y es actualmente utilizado para un sinnúmero de aplicaciones distribuidas a través de Internet.
NSIS es liberado bajo una combinación de licencias de software libre, principalmente la licencia de zlib/libpng, de esta forma haciendo a NSIS software libre.

## Historia
En 1997, Justin Frankel, programador de Sedona (Arizona), fundó Nullsoft, Inc. en su ciudad natal. El nombre de la empresa es una parodia de Microsoft.  Mike la Llama es la mascota de la empresa.  La empresa lanzó el reproductor multimedia Winamp en 1997, desarrollado por Frankel y Dmitry Boldyrev. Fue el segundo reproductor de MP3 en tiempo real para Windows, después de WinPlay3.
NSIS fue creado para distribuir Winamp. Está basado en un producto previo de Nullsoft, PiMP (plugin Mini Packager), y además es conocido como SuperPiMP. Después de la versión 2.0a0, el proyecto fue pasado a SourceForge, donde desarrolladores fuera de Nullsoft empezaron a trabajar en él en una forma básica. NSIS 2.0 fue liberado aproximadamente dos años más tarde.
La versión 1 de NSIS es en muchas formas similar al clásico Instalador de Windows, pero es mucho más fácil de codificar y soporta más formatos de compresión. La versión 2 de NSIS tiene una nueva interfaz GUI y soporta la compresión LZMA, múltiples lenguajes y un sistema sencillo de plugins. La versión 3 de NSIS incluye compatibilidad con Unicode opcional, sigue funcionando en las mismas versiones de Windows y además es compatible con Windows 10.
Nullsoft, junto con Spinner.com , se vendió a America Online (AOL) el 1 de junio de 1999 por unos 400 millones de dólares y, a partir de entonces, funcionó como subsidiaria, convirtiéndose posteriormente en una división de AOL Music. La sede se trasladó a San Francisco (California).
Según Bonnie Burton, entonces editora del sitio web Winamp.com, 2001 fue un período de gran tensión entre el personal de Nullsoft y la alta dirección, debido a la postura inflexible de Frankel sobre el intercambio de archivos. Había desarrollado Gnutella en 2000 y lo había publicado utilizando la infraestructura de la empresa. Ars Technica también señaló que AOL no logró monetizar eficazmente ni encontrar una mayor audiencia para Winamp. Las oficinas de Nullsoft en San Francisco cerraron en diciembre de 2003, con la salida casi simultánea de Frankel y del equipo original de desarrollo de Winamp. En 2013, algunos sitios de AOL Music cerraron y otros se vendieron a Townsquare Media.
En noviembre de 2013, surgió un informe no oficial que indicaba que Microsoft estaba en conversaciones con AOL para adquirir Nullsoft. El 14 de enero de 2014, se anunció oficialmente que el agregador de radio en línea belga Radionomy había comprado Winamp y Shoutcast, anteriormente propiedad de Nullsoft. No se anunciaron públicamente los detalles financieros.